# Paul Falkenberg (botaniste)
Pour les articles homonymes, voir Paul Falkenberg (homonymie).
Paul Falkenberg (né en 1848 à Berlin et mort en 1925 à Rostock) est un botaniste allemand.
Il est professeur de botanique et directeur du jardin botanique de Rostock.
Il est notamment connu pour ses travaux sur l'anatomie et la morphologie des plantes et sur les algues.